# .ml
.ml ist die länderspezifische Top-Level-Domain (ccTLD) des Staates Mali. Sie wurde am 29. September 1993 eingeführt und wird seitdem von der Societe des Telecommunications du Mali (kurz SOTELMA) mit Hauptsitz in Bamako verwaltet.

## Eigenschaften
Neben der Top-Level-Domain existieren zahlreiche Endungen wie .com.ml oder .net.ml, die für bestimmte Interessenten vorgesehen wurden. Die Vergabekriterien der SOTELMA sind vergleichsweise restriktiv: Ein Wohnsitz oder eine Niederlassung in Mali sind zwingend erforderlich, um eine .ml-Domain zu registrieren. Daher ist die ccTLD international eher wenig verbreitet.
Im Februar 2013 hat die ICANN über einen Wechsel der Vergabestelle beraten. Ergebnisse waren bis zum März 2013 nicht bekannt. Erst im April trat das Unternehmen Dot ML Registry als neue Vergabestelle auf und kündigte den Neustart der Domain für den 15. Juli 2013 an. Ab diesem Zeitpunkt soll jede natürliche oder juristische Person weltweit eine .ml-Domain registrieren können, auch ohne Präsenz im Land selbst. Im Vergleich zu anderen Top-Level-Domains werden für .ml-Domains keine Gebühren fällig, weshalb die ccTLD verstärkt für Phishing-Websites verwendet wird. Im September 2013 waren insgesamt sechs Prozent aller registrierten .ml-Domains aus diesem Grund zwangsweise blockiert.